# ФК Бор
ФК Бор 1919 је српски фудбалски клуб из града Бора у источној Србији. Боје клуба су црна и бела. Игра на Стадиону крај Пирита, чији је капацитет 4.000 места. Тренутно се такмичи у зони исток, четвртом такмичарском нивоу српског фудбала, пошто је у сезони 2015/16 испао као последње пласирани тим из Српске лиге исток. Нови назив клуба је добио у сезони 2018/19, после гашења старог клуба под именом ОФК Бор.

## Историја клуба
ОФК Бор је основан 1919. године као српско-француско спортско друштво, јер је директор борских рудника био Француз Лорен. До почетка Другог светског рата се звао АСБ, а после рата Раднички Бор. Под тим именом је играо углавном у трећелигашком такмичењу, све до 1963. године. 
Клуб у сезони 1967/68. стиже до финала Купа Југославије, где је поражен од Црвене звезде са 7:0. Бор је уласком у финале купа претходне сезоне по први пут обезбедио учешће у неком европском такмичењу, Купу победника купова, где је поражен већ у 1. колу од Слована из Братиславе, освајача тог купа те сезоне!
Од 1968/69. је играо у највишем рангу лиге СФР Југославије и завршио сезону су на солидном тринаестом месту од 18 екипа. Бор је 1969. био представник Југославије у Балканском купу, где је у завршио на последњем месту у својој групи. Наредне сезоне су били четрнаести, али су 1970/71. испали пошто су сезону завршили на 17. месту, испред Црвенке. У Прву лигу се враћају у сезони 1972/73., где су остали све до 1974/75., када су испали. После је уследила велика криза. Клуб је пао на ниво анонимности, па је стигао до српсколигашког ранга, а од 2007. и зонског такмичења (4. лига), где се задржао до сезоне 2010/11., када у Поморавско-Тимочкој зони заузима последње 16. место и испада у нижи ранг, окружну лигу. У Борској окружној лиги се задржао само једну сезону, где је без пораза у сезони 2011/12. убедљиво освојио прво место, и тако се брзо вратио у зонски ранг. Задњу сезону под именом ФК Бор игра у Борској окружној лиги 2017/18, где у току сезоне због нагомиланих финансијских али и техничких проблема клуб се гаси.У следећој сезони 2018/19 почео је његов поновни успон сада као клуб под називом Бор 1919. У тој првој сезони без изгубљеног бода заузима прво место и прелази у виши ранг под именом Зона Исток.  

## Успеси
- Купа Југославије
  - Финале (1): 1967/68. (против Црвене звезде)
- Друга савезна лига Југославије
  - Првак (1): 1967/68. (група исток)

## ФК Бор у европским такмичењима
| Сезона   | Такмичење            | Коло   | Држава       | Екипа                | Резултат |
| -------- | -------------------- | ------ | ------------ | -------------------- | -------- |
| 1968/69. | Куп победника купова | 1 коло | Чехословачка | ФК Слован Братислава | 0:3, 2:0 |

## Познати бивши играчи
| - Јован Хајдуковић - Бора Милутиновић - Милош Милутиновић - Сергије Крешић - Бориша Ђорђевић - Илија Завишић - Иштван Шорбан - Фрања Паулинц |  | - Слободан Крчмаревић - Небојша Крупниковић - Ивица Драгутиновић - Иван Гвозденовић - Александар Кристић - Александар Миљковић - Зоран Дуцић - Лазар Бакоч |

Извор:  https://web.archive.org/web/20090515111518/http://www.mojsport.net/blog/slavna-istorija-fk-bora/51.html. Архивирано из оригинала 15. 05. 2009. г. Недостаје или је празан параметар |title= (помоћ)

## Грбови клуба
- Ранија верзија грба
- Резервна верзија грба